# Theretra castanea
Theretra castanea is een vlinder uit de familie van de pijlstaarten (Sphingidae). De wetenschappelijke naam van de soort werd in 1872 gepubliceerd door Frederic Moore.